# Spindalis nigricephala
La cigua jamaicana (Spindalis nigricephala) es una especie de ave paseriforme de la familia Spindalidae endémica de Jamaica. Anteriormentes se clasificaba en la familia Phaenicophilidae y antes todavía en Thraupidae.

## Distribución y hábitat
La cigua jamaicana se encuentra en los bosques húmedos tropicales de toda la isla de Jamaica.